# Rivière-à-Claude
Rivière-à-Claude è un comune del Canada, situato nella provincia del Québec, nella regione di Gaspésie-Îles-de-la-Madeleine.